# Guerra Civil na Inguchétia
A guerra civil na Inguchétia, iniciada em 2007, quando começou uma insurgência muçulmana de baixo nível envolvendo combatentes oriundos da Chechênia com escalada dramática com uma onda de ataques contra forças de segurança e civis. Moscou teve uma resposta desastrada, com relatos de que a partir de 2500 tropas extras de fora Inguchétia foram mobilizadas na república. O conflito tem sido descrito como uma guerra civil, por diversas organizações defensoras dos direitos humanos e políticos da oposição . outros se referem a ele como um levante. Em meados de 2009, a Inguchétia havia ultrapassado a Chechênia como a mais violenta das repúblicas do Cáucaso do Norte .
Em 26 de julho de 2007, uma enorme operação de segurança foi lançada na Inguchétia, incentivada por uma série de ataques, incluindo uma tentativa de assassínio do Presidente Murat Zyazikov. Moscou enviou um adicional 2500 tropas, quase triplicando o número de forças especiais em Inguchétia. Nos próximos dias, vários agentes de segurança foram mortos e feridos nos ataques que continuaram. Em Outubro de 2007, foram emitidas ordens as forças policiais e de segurança na Inguchétia de parar de informar aos meios de comunicação de qualquer "incidentes de natureza terrorista."
Em 30 de outubro de 2008, presidente da Inguchétia Murat Zyazikov pediu demissão e foi demitido do seu cargo pelo presidente russo Dmitry Medvedev. Sua demissão e substituição por Yunus-bek Yevkurov foi saudada pela oposição Ingucha como uma vitória.